# 湖北侧褶蛙
湖北侧褶蛙（学名：Pelophylax hubeiensis）为蛙科侧褶蛙属的两栖动物，是中国的特有物种。分布于安徽、江西、四川、湖北、湖南等地，主要生活于有水草藕叶的池塘。该物种的模式产地在湖北利川。